# Любиша, Степан Митров
Степан Митров Любиша (серб. Стјепан Митров Љубиша; 29 февраля 1824, Будва, Далмация, Габсбургская монархия — 23 ноября 1878, Вена, Австро-Венгрия) — сербский писатель из Черногории, общественный и политический деятель.

## Биография
Сын крестьянина. В 14 лет остался сиротой, стал зарабатывать на хлеб. Учился в частной школе, где преподавали на итальянском. Сочетал работу и учёбу. С 1853 стал работать муниципальным секретарём в родном городе и был на этой должности до 1861 года. Обладая тонким умом, Любиша быстро изучил все своды законов на итальянском языке. Не имея юридического образования, стал защитником простого люда, для которых готовил все необходимые судебные документы и защищал интересы простых тружеников в местном суде. Юриста-самоучку признали в Вене, и правительство Австро-Венгрии назначило Любишу нотариусом в Будве даже без сдачи необходимых экзаменов.
Активный участник революционных событий 1848.
В 1861 был избран депутатом австрийского сейма от Национальной партии Далмации и более 15 лет отстаивает интересы этого балканского региона, неизменно переизбираясь на новые каденции. В 1870—1878 —был президентом парламента. В качестве депутата, и на должности главы Совета Степан Любиша пытался улучшить экономическое состояние Далмации и обратить внимание австрийских властей на этот бедный регион.

## Творчество
Самобытное творчество писателя литературоведы ставят в один ряд с произведениями Петра II Негоша. Произведения Любиши — литературное достояние и черногорской и сербской литературы, а отдельные его фразы и высказывания стали крылатыми.
В литературе — с 1843 года. В своей творческой деятельности был последователем идей Вука Караджича. В 1845 начал издавать «Сербско-Далматинский Журнал». В 1868 издал эпопею Петра Негоша «Горный венец» в переводе на латынь.
Свой первый рассказ «Стефан Малый» опубликовал только в 1868. После 1870 стал писать гораздо активней, но все его рассказы выходили только в периодических изданиях. Лишь в 1875 издал свою первую книгу «Черногорские истории». В 1877 он начал публиковать сто рассказов, объединенных общим названием «Истории Вука Дойчевича», но до своей смерти успел напечатать только 37 из них.
Рассказы Люблиша содержат богатый фольклористический и лингвистический материал.
В 1838 в Вене были изданы его мемуары.

## Избранные произведения
- Boj na Visu
- Ščepan Mali
- Pripovijesti crnogorske i primorske (1875, 1876)
- Prodaja partijare Brkića
- Kanjoš Macedonović
- Skočidjevojka
- Pop Andrović, novi Obilić'
- Kradja i prekradja zvona
- Pričanja Vuka Dojčevića

## Память

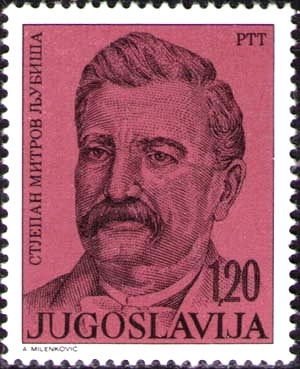
Югославская марка (1975)

- В Будве Степану Митрову Любише установлен памятник.
- Почта Югославии дважды выпускала марку с изображением писателя и политика.
- В Черногории его имя носят школы, культурные учреждения и общества и др.